# Irene Navarro Díaz
Irene Navarro Díaz (Alacant, 4 gener de 1982) és una política valenciana, alcaldessa de Petrer des del 8 juliol 2017.

## Biografia

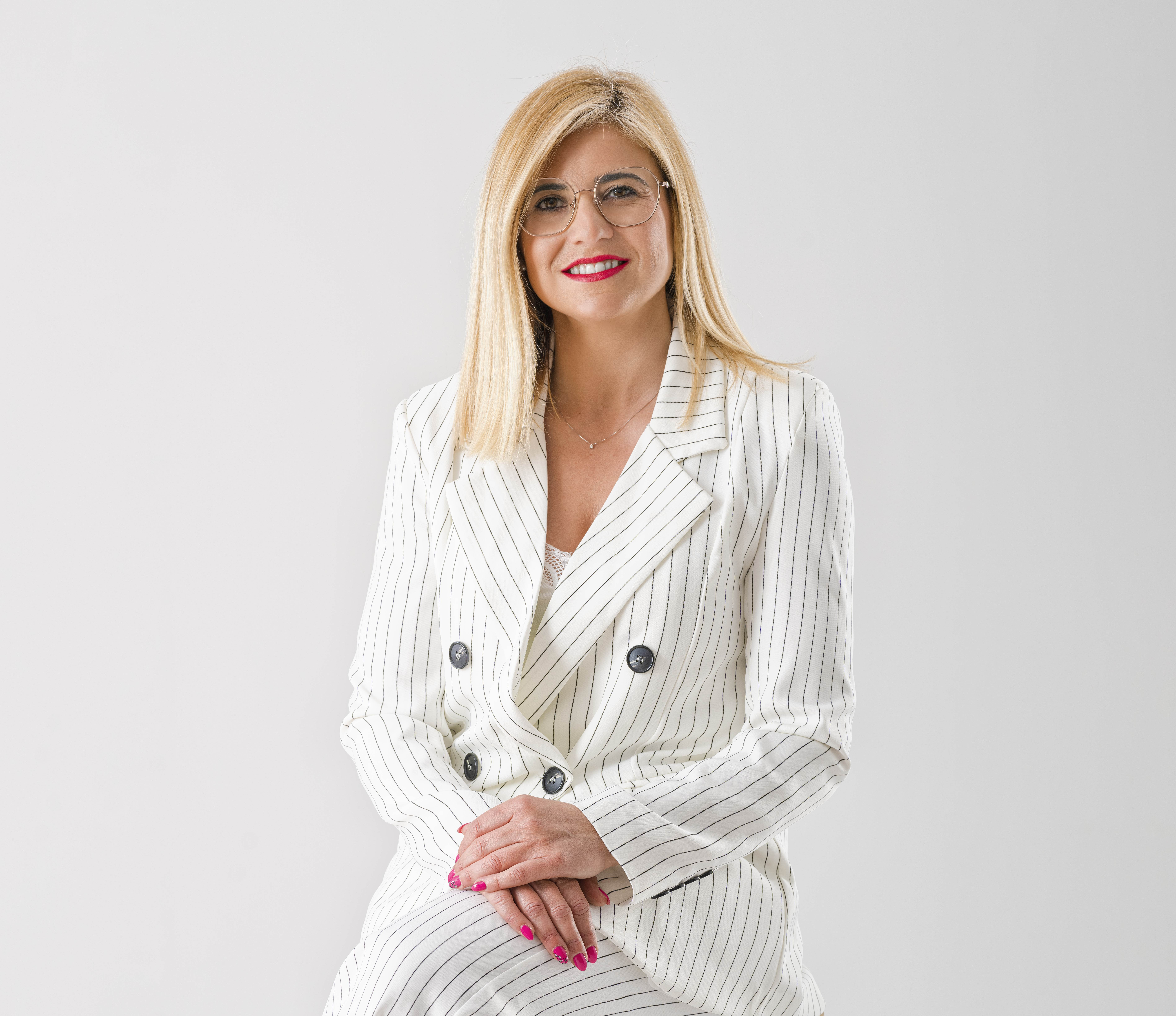
Irene Navarro Díaz, alcaldesa de Petrer

Va néixer a Alacant en 1982 a l'hospital general de Alacant, però va créixer en el Districte La Frontera de Petrer. Va estudiar l'educació secundària a l'IES Azorín de Petrer i posteriorment va obtenir en 2004 la llicenciatura en Òptica i Optometria a la Universitat d'Alacant quan tenia vint-i-dos anys. Segons el seu currículum oficial, va treballar en el seu àmbit professional durant gairebé cinc anys a Rincón de la Victoria (Província de Màlaga) i prop de dos anys a Elx.

## Trajectòria política
En 2011, va acceptar la proposta del líder del Partit Socialista de Petrer en aquell moment, Alfonso Lacasa, per formar part de la candidatura del seu partit i concórrer a les eleccions municipals de 2011 com a número 3. Finalment, en els comicis locals el Partit Socialista de la localitat va aconseguir 6 regidors i, per tant, va passar a ser regidora de l'Ajuntament el 14 juny de 2011. No obstant això, en no aconseguir la majoria, va integrar l'oposició local.
En les  eleccions municipals de 2015, va tornar a integrar la llista de la candidatura d'Alfonso Lacasa com a número 2, en què van aconseguir igualment 6 regidors però sí que van poder formar un govern de coalició  amb els grups polítics de Compromís i EUPV. Dintre del govern municipal, Irene Navarro va assumir les regidories de Serveis Generals, Festes, Comerç i Mercats, Cementeri i Consum. Dos anys més tard, el 8 juliol de 2017, va assumir l'alcaldia de la població després de la dimissió d'Alfonso Lacasa com a alcalde.
Quatre anys després, als comicis de 2019, es va presentar com a cap de llista de la seua formació política. Va obtindre un suport majoritari a les urnes i va aconseguir majoria absoluta amb 13 actes de regidors. En 2023, a les següents eleccions locals, va tornar a encapçalar la llista electoral del PSOE a Petrer. Aquesta vegada va assolir 11 actes i, per tant, majoria absoluta a l’Ajuntamnent, que compta amb 21 regidors, a més de repetir al capdavant del govern municipal com a alcaldessa.
Entre les iniciatives del seu mandat, destaca la construcció del nou Museu Dámaso Navarro, museu que conté una gran col·lecció arqueològica, etnològica i el jaciment arqueològic d'un antic forn romà de la població de Petrer. A més a més, al llarg del seu mandat s'ha invertit més d’un milió d’euros en millores als nuclis de desenvolupament industrial. També, des de Petrer Emprén s'ha aconseguit donar impuls a més de 160 projectes empresarials. Així mateix, s'ha destinat el doble de subvencions als clubs esportius de Petrer i s'han efectuat inversions per valor d’uns quatre milions d’euros en espais per a practicar esport. Quant al Centre de Salut Petrer II, es va demanar la col·laboració de la Generalitat Valenciana, per a reformar-lo i ampliar-lo pel preu de 4,1 milions d’euros. Per a acabar, s'han dut a terme més de 800 activitats culturals i s'han subvencionat associacions amb 416.000 €.